# Szilasi Szabolcs
Szilasi Szabolcs (Nagyvárad, 1974. október 23. –) magyar nemzeti labdarúgó-játékvezető. Jelenlegi lakhelye Tótvázsony.

## Pályafutása

### Nemzeti játékvezetés
A játékvezetői vizsgát 1999-ben szerezte meg, ezt követően különböző labdarúgó osztályokban szerezte meg a szükséges tapasztalatok. Magyarországra költözve Veszprém megyében jelentkezett működni, rövid ismerkedés után 2004-ben NB. II-es, 2006-ban a legmagasabb osztály játékvezetőinek tagja. 2013-ban nem került be a profi játékvezetői keretbe, így NB. II-be sorolták vissza. NB. I-es mérkőzéseinek száma: 88
| Időpont           | Helyszín                         | Mérkőzés típusa          | Mérkőzés                    |
| ----------------- | -------------------------------- | ------------------------ | --------------------------- |
| 2004. március 27. | Városi Stadion, Celldömölk       | első NB, II-es mérkőzése | Celdömölki VSE–Pénzügyőr SE |
| 2006. április 29. | Grosics Gyula Stadion, Tatabánya | első NB. I-es mérkőzése  | FC Tatabánya–Pécsi MFC      |

### Nemzetközi játékvezetés
Több UEFA-kupa, Intertotó találkozón volt segítője a játékvezetőnek, negyedik játékvezetőként működött közre. Hasonló munkákat végzett az Európa-bajnoki selejtező körben.

## Sportvezetői pályafutása
2007-ben a Veszprém Megyei Labdarúgó-szövetség Játékvezető Bizottság munkájában a játékvezetők toborzásáért felelős sportember.

## Külső hivatkozások
- Szilasi Szabol adatlapja. focibiro.hu (Hozzáférés: 2020.07.17)